# Anthony Alwyn Fernandes Barreto
Anthony Alwyn Fernandes Barreto (né le 22 décembre 1952 à Goa) est l'évêque de Sindhudurg de 2005 à 2024,,.

## Jeunesse
Mgr Barreto est né à Goa le 22 décembre 1952 dans une famille aristocratique, anoblie par le roi du Portugal lors de la domination portugaise en Inde.

## Prêtre
Alwyn Barreto est ordonné prêtre pour le diocèse de Poona le 13 octobre 1979 par son évêque, Mgr Valerian D'Souza.
Il devient notamment doyen du diocèse.[réf. nécessaire]

## Évêque
Le 5 juillet 2005, le pape Benoît XVI crée le diocèse de Sindhudurg par détachement du diocèse de Poona, et nomme le père Barreto comme premier évêque. Celui-ci est ordonné évêque le 5 octobre 2005 par Mgr Pedro López Quintana.
Il préside la Commission de la jeunesse au sein du Conseil épiscopal des régions occidentales de la Conférence des évêques catholiques d'Inde,.
Le 8 octobre 2024, il démissionne de ses fonctions d'évêque de Sindhudurg.